# Helmut Schwartz
Pour les articles homonymes, voir Schwartz.
Helmut Schwartz (né le 10 février 1937 à Merkstein et mort le 6 mai 2007 à Kalterherberg) est un homme politique allemand (CDU).

## Biographie
En 1954, il entreprend un apprentissage commercial, qu'il termine en 1956 avec l'examen d'apprentissage commercial. Il travaille ensuite pour la société Vegla.
De 1964 à 1989, il est membre du conseil de l'arrondissement d'Aix-la-Chapelle. De 1975 à 1984, Schwartz est administrateur de l'arrondissement, de 1984 à 1989, il est premier administrateur adjoint de l'arrondissement. Il est membre du Landtag de Rhénanie-du-Nord-Westphalie de 1970 à 1985.
Dans l'arrondissement de Düren, Helmut Schwartz est directeur général à plein temps de l'association de district CDU de 1985 à 2001. Plus récemment, il est président de district et d'arrondissement de l'Union des aînés, ainsi que vice-président d'État de cette organisation de 40 000 membres.
Le 6 novembre 1986, il est fait officier de l'ordre du Mérite de la République fédérale d'Allemagne
Helmut Schwartz est marié et a quatre enfants.